# Пекур, Луи
Луи-Гийо́м Пеку́р (фр. Louis-Guillaume Pécour (ou Pécourt); 10 августа 1653 (Русская балетная энциклопедия называет и другие возможные даты рождения: 1651 и 1658), Париж — 22 апреля 1729, Париж) — французский балетный артист и хореограф, один из самых первых профессиональных балетных деятелей.

## Биография
Ученик и последователь Пьера Бошана, первого теоретика балетного искусства, сформулировавшего основные правила и позиции классического балета и его терминологию, основоположника и первого директора балетной труппы Королевской академии музыки. Дебютировал в 1671 году в трагедийном балете «Психея», сочиненным по заданию Людовика XIV величайшими литераторами эпохи Мольером, Пьером Корнелем и Филиппом Кино на музыку Ж.-Б.Люлли и поставленным Пьером Бошаном.
В 1674 году на сцене Парижской академии музыки Луи Пекур исполнил партию Кадма в лирической трагедии Люлли «Кадм и Гермиона». Вскоре он стал первым танцовщиком, исполнителем главных партий. Баланчин в своей Хронологии отмечал: «Он был „красив и хорошо сложен“, танцевал „со всевозможным благородством“, всегда появлялся на сцене „с грацией и энергией“ и был „так учтив в беседе, что величайшие вельможи находили удовольствие в его компании“». В дальнейшем Пекур постоянно выступал в балетах, поставленных своим педагогом, и постепенно сам стал создавать хореографические номера.
В марте 1687 года, когда по смерти композитора Жана-Батиста Люлли Пьер Бошан должен был занять его место по работе в лицее Людовика Великого, Луи Пекур занял место своего педагога в Королевской академии музыки, став там директором балетной труппы, и занимал этот пост до самой смерти. В 1687 одновременно с директорством в балетной труппе он получает еще одну должность, в которой пробыл до 1703 года, — суперинтендант королевских балетов.
Более всего Пекур танцевал в операх и балетах композитора Жана-Батиста Люлли, с которым постоянно сотрудничал Пьер Бошан: «Тезей» (1675), «Атис» (1686), «Беллерофон» (1680), «Триумф любви» (1681), «Персей» (1682), «Храм мира» (1685).
Как хореограф он поставил танцы в очень большом количестве опер, среди которых «Ахилл и Поликсена» Ж.- Б. Люлли (1687), «Семела» М.Маре (1709), «Суд Париса» Бертена (1718) и мн. др.. Также ему приписывается создание хореографии балета Андре Кампра «Галантная Европа» (1697, театр Пале-Рояль) — одного из первых произведений жанра оперы-балета.
Особенно прославилась его постановка, созданная совместно с Пьером Бошаном, 21 января 1681 г. в замке Сен-Жермен спектакля «Триумф любви» (Le Triomphe de l'Amour) на музыку Люлли. В представлении принимали участие как профессиональные танцовщики, так и вельможи королевского двора Людовика XIV, в том числе члены королевской фамилии и их свиты: принцы, принцессы, герцоги, королевские любовницы etc. Через четыре месяца это же представление состоялось на театральной сцене Парижской оперы, и все женские роли там исполняли женщины, что являлось большим новшеством времени (до того профессиональный балет был исключительно мужским — он и родился из мужского занятия фехтования), а в сольном танце выступала балерина мадмуазель Лафонтен. Другую женскую партию исполняла Мария-Тереза де Сублиньи, в скором времени сменившая Лафонтен в качестве балетной примы.
За свою жизнь Луи Пекур создал множество танцевальных постановок как на сцене Академии музыки, так и при королевском дворе и в иезуитской школе им. Людовика Великого.
В 1701 в Париже была издана книга «Хореография, или Искусство записи танца», это первая большая теоретическая книга о балете, которую собрал и разработал Р.-О. Фёйе (Raoul-Auger Feuillet), однако по мнению Баланчина, авторство долго приписывалось Луи Пекуру, танцевальные разработки которого вошли в эту книгу.
Скончался Луи Пекур 22 апреля 1729 года на сцене Королевской Академии музыки во время представления оперы Андре Кампра «Танкред», где был занят в танцевальном дивертисменте.